# كاثرين هيدغدورن
كاثرين هيدغدورن (بالإنجليزية: Katherine Hagedorn)‏ هي عالمة موسيقى أمريكية، ولدت في 16 أكتوبر 1961 في سوميت في الولايات المتحدة، وتوفيت في 12 نوفمبر 2013.